# Dangerous (singel Cascady)
Dangerous – piosenka wykonywana przez niemieckie trio Cascada. Pochodzi ona z trzeciego albumu grupy Evacuate the Dancefloor (2009). Tekst został stworzony przez DJ Maniana i Yanou. Premiera utworu miała miejsce 12 października 2009 roku.

## Teledysk
Teledysk został wydany oficjalnie w serwisie YouTube 18 sierpnia 2009. Akcja teledysku rozgrywa się w luksusowym apartamencie oraz w klubie.

## Lista utworów
- Wielka Brytania iTunes Pre-Order EP

1. „Dangerous” (Radio Edit)
2. „Dangerous” (Cahill Radio Edit)
3. „Dangerous” (Wideboys Remix)
4. „Dangerous” (Original Mix)
5. „Evacuate The Dancefloor” (Unplugged Acoustic Mix)

- Wielka Brytania club promo CD single

1. „Dangerous” (Cahill Mix)
2. „Dangerous” (Original)
3. „Dangerous” (Darren Styles Mix)
4. „Dangerous” (N-Force Mix)
5. „Dangerous” (Wideboys Stadium Mix)
6. „Dangerous” (Immerze Mix)
7. „Dangerous” (Fugitives Special Dance Mix)
8. „Dangerous” (Wideboys Stadium Dub)

- Wielka Brytania CD single

1. „Dangerous” (Radio Edit)
2. „Dangerous” (Cahill Radio Edit)

- Wielka Brytania digital download release

1. „Dangerous” (Radio Edit)
2. „Dangerous” (Cahill Radio Edit)
3. „Dangerous” (Original Mix)
4. „Dangerous” (Wideboys Remix)
5. „Dangerous” (N-Force Remix)
6. „Dangerous” (Immerze Remix)
7. „Dangerous” (Cahill Remix)

## Notowania
| Notowanie (2009) | Najwyższa pozycja |
| ---------------- | ----------------- |
| Wielka Brytania  | 67                |
| Finlandia        | 19                |
| Polska           | 51                |
| Unia Europejska  | 11                |
| Słowacja Airplay | 32                |

## Historia wydania
| Miejsce         | Data                 | Format           | Wytwórnia            |
| --------------- | -------------------- | ---------------- | -------------------- |
| Wielka Brytania | 28 września 2009     | Digital download | All Around The World |
| Wielka Brytania | 12 października 2009 | CD single        | All Around The World |